# Primula poissonii
Primula poissonii är en viveväxtart som beskrevs av Adrien René Franchet. Primula poissonii ingår i släktet vivor, och familjen viveväxter. Inga underarter finns listade i Catalogue of Life.